# Espólio de Michael Jackson
O espólio de Michael Jackson é uma entidade legal estabelecida após a morte do cantor norte-americano Michael Jackson com o propósito de administrar a propriedade de Jackson e supervisionar sua renda póstuma. O último testamento de Jackson foi arquivado pelo advogado John Branca no tribunal do condado de Los Angeles em 1.º de julho de 2009. Assinado em 7 de julho de 2002, o testamento nomeia Branca e o contador John McClain como testamenteiros; eles foram confirmados como tal por um juiz de Los Angeles em 6 de julho de 2009. Todos os ativos são dados ao (preexistente) Michael Jackson Family Trust (alterado em 22 de março de 2002), cujos detalhes não foram tornados públicos. A Associated Press relata que, em 2007, Michael Jackson tinha um patrimônio líquido de 236,6 milhões de dólares: 567,6 milhões em ativos, que incluíam o Neverland Ranch e sua participação de 50% no catálogo da Sony/ATV Music Publishing, e dívidas de 331 milhões de dólares. A guarda de seus três filhos é dada a sua mãe, Katherine Jackson, ou se ela não puder ou não quiser, à cantora Diana Ross. O testamento de Jackson aloca 20% de sua fortuna, bem como 20% do dinheiro ganho após a morte para instituições de caridade não especificadas.
Em 2012, em uma tentativa de encerrar uma disputa familiar, o irmão de Michael Jackson, Jermaine, retirou sua assinatura em uma carta pública criticando os testamenteiros do espólio de Michael e os conselheiros de sua mãe, Katherine, sobre a legitimidade do testamento de seu irmão. T.J. Jackson, filho de Tito Jackson, recebeu a cotutela dos filhos de Michael Jackson após relatos falsos sobre o desaparecimento de Katherine Jackson. Relatos da mídia sugeriram que o acordo sobre o espólio de Michael Jackson poderia durar muitos anos. O valor da Sony/ATV Music Publishing é estimado por Ryan Schinman, chefe da Platinum Rye, em 1,5 bilhões de dólares. A estimativa de Shinman faz com que a participação de Michael na Sony/ATV valha 750 milhões de dólares, dos quais Michael teria uma renda anual de 80 milhões. Em setembro de 2016, foi concluída um acordo entre a Sony e o espólio de Michael Jackson, onde a Sony adquiriu a parte de Jackson na Sony/ATV 750 milhões de dólares.
Em 2016, o espólio de Michael Jackson rendeu 825 milhões de dólares, a maior quantia anual de uma celebridade já registrada pela Forbes. Em julho de 2018, a Sony/ATV comprou a participação de 10% do espólio de Jackson na EMI por 287,5 milhões de dólares.

## Ganhos
Em 2016, a Forbes estimou o lucro bruto anual do espólio de Michael Jackson em 825 milhões de dólares, o maior já registrado para uma celebridade, principalmente devido à venda do catálogo Sony/ATV. Em 2018, o valor era de 400 milhões. Foi o oitavo ano desde sua morte que os ganhos anuais de Jackson foram relatados em mais de 100 milhões de dólares, elevando assim o total pós-morte de Jackson para 2,4 bilhões de dólares. Em 2020, a Forbes reconheceu Michael Jackson como a celebridade falecida que mais ganhou em todos os anos desde sua morte, com exceção do ano de 2012.

### Tributação do espólio
Os administradores do espólio e o IRS estimaram partes do espólio de forma diferente. O espólio argumentou que seu valor total era de 5,1 milhões de dólares, enquanto o IRS inicialmente estimou o valor do espólio em mais de 500 milhões e depois o reduziu para 481,9 milhões. O IRS também propôs "um adicional de 197 milhões em multas, incluindo uma multa por erro de avaliação bruta". A maior parte da disputa estava relacionada ao valor da imagem de Michael Jackson; o espólio reivindicava um valor de pouco mais de 2 000 dólares; enquanto o IRS inicialmente o avaliou em mais de 434 milhões de dólares. Outras disputas giravam em torno do valor da participação de Michael em um truste que possui algumas canções dele e dos Beatles; o valor da parte de Michael nos direitos das gravações originais do Jackson 5; e os valores de várias ações, títulos e carros de propriedade de Jackson.
Em 2013, o espólio entrou com uma petição no United States Tax Court alegando que o IRS superestimou o valor dos ativos do espólio. Em 2021, o United States Tax Court emitiu uma decisão a favor do espólio, determinando que o valor total combinado do espólio era de 111,5 milhões de dólares e que o valor do nome e imagem de Jackson era de 4 milhões (não os 61 milhões pela testemunha especializada externa do IRS).